# Eternally
 (mai 2018).
Singles de Hikaru Utada
Prisoner of Love
(2008) Beautiful World -Acoustica Mix-
(2009)
Eternally est une chanson écrite, composée et interprétée par Hikaru Utada, d'abord parue en 2001 sur son album Distance, remixée et ressortie en « single numérique »  en 2008.

## Single numérique
Sept ans et demi après sa parution initiale en album, une version alternative de la chanson, re-titrée Eternally -Drama Mix-, est utilisée pour servir de générique au drama Innocent Love diffusé au Japon à partir d'octobre 2008. Le réalisateur de la série, Toshiyuki Nakano, a lui-même choisi la chanson dans le répertoire de la chanteuse, estimant que ses paroles convenaient parfaitement au scénario. Pour cette occasion, la musique de la chanson est remixée et une autre prise vocale enregistrée en 2001 est choisie à la place de l'originale.
Cette version remixée de la chanson sort en « single numérique » en téléchargement le 31 octobre 2008 au Japon sur le label EMI Music Japan. Cette nouvelle exploitation entraine de nouvelles ventes pour l'album Distance où figure la chanson originale, et celui-ci se reclasse ainsi à l'Oricon plus de sept ans après sa sortie. La version remixée figurera sur la compilation CD de divers artistes i ~Zutto, Zutto, Aishiteru~ (i ～ずっと、ずっと、愛してる～) qui sort en mars 2009.